# Alsina Graells
Alsina Graells, actual ALSA, fue una empresa de transporte de viajeros por carretera  fundada por Francisco Alsina Serra y José Graells en el año 1920 en Pons (provincia de Lérida). Tras asentarse en la zona sur de España, llegó a ser la empresa líder y de referencia  en Andalucía Oriental, tanto por volumen de negocio, como por el número de líneas que gestionaba, trabajadores y pasajeros, especialmente en provincias como Granada, Almería, Jaén y Málaga.

## Reseña Biográfica
Alsina Graells Sur, se trata de una empresa de transporte público por carretera, que cuenta con orígenes catalanes, pero sin embargo con el tiempo consiguió un mayor crecimiento y expansión en Granada y alrededores. Es más, en sus últimas décadas operativas, llegó a ser la compañía más importante y de referencia en toda la región de Andalucía Oriental. Principalmente fue en la provincia de Granada, donde desde en un primer momento se implantó y donde se consiguió la gestión del mayor número de líneas, convirtiéndose durante la segunda mitad del siglo XX y principios del siglo XXI, en la empresa que prácticamente operaba la totalidad de las líneas interurbanas de la provincia, consiguiendo la vertebrabración del territorio. De hecho, la presencia en Granada fue de tal magnitud, que llegó a ser el centro más importante después de las oficinas centrales de Barcelona y desde donde se dirigían el resto de centros de la zona sur de España.
Fue también desde Granada donde la compañía fue expandiéndose y creciendo, haciéndose con las concesiones de líneas y rutas que conectaban Granada con las provincias de Almería, Jaén, Málaga y Sevilla.

## Historia
El 30 de julio de 1920 Francisco Alsina Serra y José Graells Pinó, constituyen en la localidad leridana de Pons, la Sociedad Anónima Alsina Graells de Auto-Transportes, inscrita en el n.º 43 del Registro Mercantil de Lérida. A los pocos años, los socios se separan, aunque José Graells en solitario, continuará adelante con el proyecto, respetando el nombre íntegramente.
Ya desde sus inicios, comienza a interesarse y a establecer servicios en el sur de España, lo que conllevará la creación de Alsina Graells Sur.
Primero llegó a Granada, que sería su sede más importante en el sur y a la que le siguieron otras como Almería, Jaén, y Málaga. 

### Llegada a Granada
En Granada, el primer apoderado de la empresa fue José Haro Jiménez. Ya en el año 1923 las conocidas como ‘alsinas’ estaban presentes en más de 227 kilómetros de la provincia granadina, y comunicaban la capital con los municipios de Lanjarón, Órgiva, Adra o Alcaudete. 
Conexiones que se llevaban a cabo dos con únicos modelos de autocar, los Hispano Suiza que contaban con entre 30 y 40 caballos de potencia capaces de alcanzar 30 kilómetros por hora y una capacidad de 22 plazas en las líneas más pequeñas. Los vehículos de entre 40 y 50 caballos, usados en las líneas de más alta demanda, conseguían unos 40 kilómetros por hora y podían albergar a 34 pasajeros.

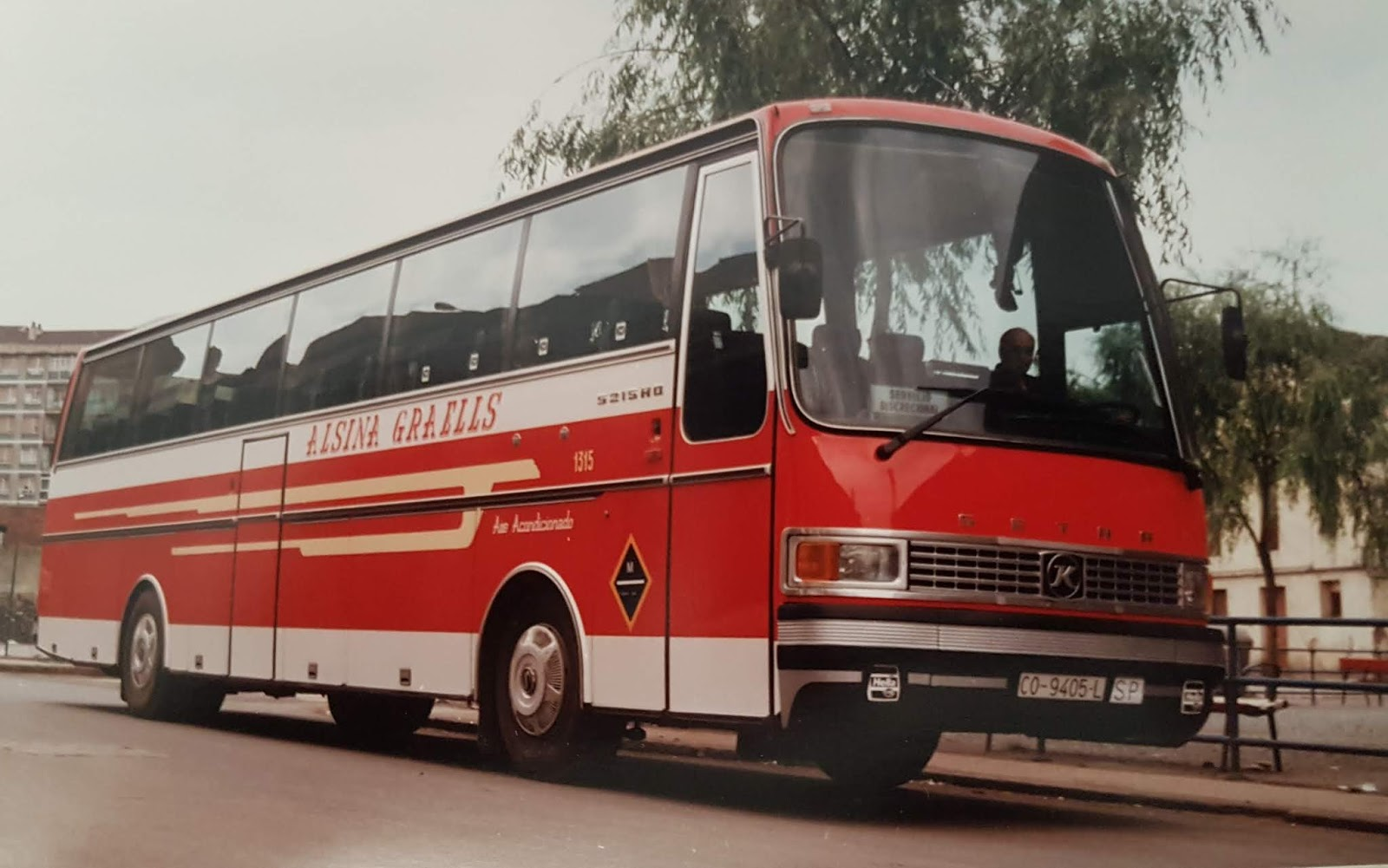
Modelo de autobús usado en los 80

Ya en la década de 1930, los vehículos de la marca ‘ómnibus’ realizaban el trayecto entre Granada y Málaga, en unas tres horas y veinte minutos. La conexión con Córdoba, en unas cinco horas y media y Jaén, en dos horas y media de recorrido.
Así mismo existían comunicaciones con capitales como Almería, o municipios como Pinos Puente o Santa Fe. 
Durante la época estival, eran muy solicitados los llamados ‘viajes botijeros’ a las playas, que se realizaban con autobuses de hasta cien caballos de potencia. Estos viajes partían de la conocida calle granadina Acera del Darro.

### Estaciones
En Granada los primeros autobuses salían desde unas instalaciones situadas en la calle Acera del Darro, un enclave donde además la empresa mantuvo sus primeras oficinas, hasta que a mediados de los años 60, se trasladaron a la primera gran estación de autobuses de la ciudad, situada en Camino de Ronda. 
Con el fin del siglo XX, la ciudad de la Alhambra inauguró la actual estación de autobuses, situada en el polígono de Almanjayar, siendo el centro de operaciones así como la primera concesionaria de las instalaciones, Alsina Graells.

## Últimos años
A partir de la primera década del 2.000, la empresa inició un proceso de ampliación de capital, que le llevó a entrar a formar parte del grupo Continental Auto, derivando en el año 2007, en la absorción por parte de Nex Continental Holding, propiedad de la británica National Express. Así desapareció el nombre de Alsina Graells de su flota de autocares, que desde entonces operan como ALSA, dando lugar a la creación del principal operador de transporte de viajeros por carretera de España, tanto por número de pasajeros, como por facturación anual.
A pesar de haber desaparecido el nombre comercial, a día de hoy es habitual observar autocares de la compañía que continúan dando servicio en diferentes puntos de España. Serigrafiados eso sí, con el logotipo de ALSA, estos vehículos se identifican fácilmente por conservar todavía los colores blanco y rojo, que fueron desde siempre colores oficiales e identificativos de la empresa

## Granada, centro de operaciones
No es casualidad que desde siempre Granada haya tenido un papel destacado en las operaciones de la compañía en el sur de la península ibérica. Y es que al ser una la ciudad con una de las universidades más importantes del país, siempre ha contado con una amplia demanda de servicios al objeto de trasladar a los estudiantes. No obstante, especial importancia tuvo la presencia de la empresa en la Costa Granadina, donde operaba las rutas:
- Motril, Almuñécar, Salobreña, Albuñol y Gualchos-Castell de Ferro, además de la conexión con Los Guájares. En la Costa de Granada las únicas líneas que no operaba Alsina Graells, era la Ítrabo-Molvizar-Lobres siendo concesionaria de la misma Transportes Delgado en un primer momento, pasando después a la empresa sexitana Grupo Fajardo, que es la que opera la ruta en la actualidad. De gran notoriedad fueron las rutas Motril-Salobreña y Motril-Playa, por la gran demandada de usuarios que se ha conseguido mantener en el tiempo, y que desde la pandemia del Covid-19 se han fusionado en una única ruta, dando lugar a la gran línea de la costa añadiendo también la ruta hacia Calahonda con paradas en Torrenueva Costa y Carchuna. Igualmente, de gran tradición han sido y siguen siendo las conexiones de Motril con la capital, Granada, a través de las paradas de Vélez Benaudalla, Izbor, Dúrcal y Padul, así como los enlaces costeros tanto hacia Almería como a Málaga.
- La empresa prácticamente desde su asentamiento en Granada, comenzó a explotar líneas y rutas por todo el cinturón metropolitano de la capital, así como hacia el norte con Guadix y Baza.
- La línea Granada-Jaén, sirvió para la vertebración del transporte público por carretera de la zona, destacando de la provincia jiennense conexiones importantes como Alcalá la Real o Úbeda.
- Hacía Almería, Alsina Graells ha mantenido la exclusividad de explotación de las rutas costeras hacia los municipios de La Rábita, El Ejido, Adra y Roquetas de Mar así como sus paradas intermedias.
- De referencia ha sido igualmente la línea Almería-Motril-Málaga-Sevilla, que se trata de la línea que mayor número de pasajeros aglutinaba al cabo del año y que conecta Andalucía Oriental con la parte Occidental y la única conexión por la costa.
- Hacia Málaga, tanto por el interior como la ruta desde Motril que seguía la antigua Nacional 340, era la ruta de referencia en la Costa del Sol Oriental, uniendo las paradas de Salobreña, Almuñécar, La Herradura, Nerja, Torrox, Torre del Mar y Vélez-Málaga con la Málaga capital.
- La conexión con Madrid ha contado con servicios diarios y directos.
- No se pueden pasar por alto otras rutas como a Córdoba, o Murcia, que tradicionalmente han estado operativas desde Granada.
- En la estación de autobuses de Málaga, Alsina Graells siempre fue uno de los principales operadores. Hay que tener en cuenta que el dominio ha sido mayor en la parte oriental de la provincia en detrimento de la zona occidental en que desde siempre ha existido presencia de otras empresas y operadores. Desde Málaga una de las rutas más utilizadas por los pasajeros fue hacia Sevilla, Granada, y Almería por la carretera de la costa. además de otras conexiones de menor demanda como a Córdoba, Jaén o Murcia. El apeadero del puerto, situado junto al centro de la capital malagueña, ha sido un punto muy utilizado por los viajeros de las rutas de las localidades situadas en dirección Almería, por lo que los autocares antes de abandonar la ciudad, realizaban una parada.

## Alsina Express
Se trata de un servicio de mensajería y paquetería urgente que durante años estuvo en funcionamiento, y que nació a raíz del aprovechamiento de las líneas y rutas de autocar. Los envíos, viajaban de ciudad en ciudad, utilizando uno de los compartimentos del maletero. Aunque se disponían de vehículos específicos para tal fin, la mayor parte de los trayectos se realizaban en las líneas regulares. A lo largo de Andalucía hubo distintas estaciones que alcanzaron mayor importancia para este servicio, como fueron las estaciones de Málaga, Torre del Mar, Almuñécar, Granada, Almería o Sevilla. Gracias a Alsina Express la estación de Torre del Mar se convirtió en la segunda en importancia de la provincia malagueña.